# Mutt
Mutt è un client di posta elettronica testuale.
È stato originariamente scritto da Michael Elkins nel 1995 e rilasciato sotto la GNU General Public License. Inizialmente mutt assomigliava molto a elm ma ora il programma più simile potrebbe essere slrn.
Mutt supporta molti formati mail (tra cui mbox e Maildir) e diversi protocolli (POP3, IMAP, NNTP etc). Include il supporto MIME; Mutt integra il supporto alla crittografia a chiave pubblica PGP/GPG, e alla gestione di messaggi firmati digitalmente con certificati X.509.
Mutt è stato per lungo tempo un client di posta elettronica puro, cioè non era possibile inviare e-mail senza bisogno di comunicare con un mail transfer agent (MTA) esterno, avvalendosi per esempio della comune interfaccia Unix sendmail. Nelle recenti versioni della serie 1.5 è stato integrato il supporto a SMTP e un MTA non è più strettamente necessario.
Altamente personalizzabile, possiede centinaia di comandi di configurazione. Permette infatti di modificare tutti i tasti funzione e creare delle macro così da realizzare delle azioni complesse con la pressione di pochi tasti. È inoltre possibile modificare sia i colori che il layout dell'interfaccia a proprio piacimento.
Mutt è completamente controllabile da tastiera, e supporta il mail threading, ovvero permette di muoversi tra le mail come se queste fossero lunghe discussioni (similmente a quello che già avviene con i newsgroup o con le mailing list). I nuovi messaggi sono composti attraverso un editor di testi esterno (diversamente da pine, il quale include un proprio editor di testi noto anche come pico).

## "Mutt Sucks Less"
Lo slogan di mutt è "mutt sucks less" (Mutt fa meno schifo). Gli autori di mutt sostengono che tutti i client di posta elettronica siano difettosi ma che mutt presenti meno bug rispetto agli altri. L'utilizzo di slogan tipo "Il programma X fa meno schifo" ha trovato la sua applicazione nella cultura hacker (vedi jargon file) e viene utilizzato come complimento.
La documentazione è stata inizialmente scritta da Sven Guckes e attualmente, come avviene per molti progetti open source, è aggiornata da volontari.